# Sainte-Marie de la Tourette
Das Kloster Sainte-Marie de La Tourette in Éveux (neben L’Arbresle) bei Lyon wurde 1956 bis 1960 von dem Architekten Le Corbusier entworfen. Es gilt, wie seine Wallfahrtskapelle in Ronchamp, als einer der zentralen Bauten der Moderne und des Brutalismus, steht seit 2006 unter Denkmalschutz und ist seit 2016 als Teil des architektonischen Werks von Le Corbusier Weltkulturerbestätte der UNESCO.

## Baugeschichte

### Entstehung

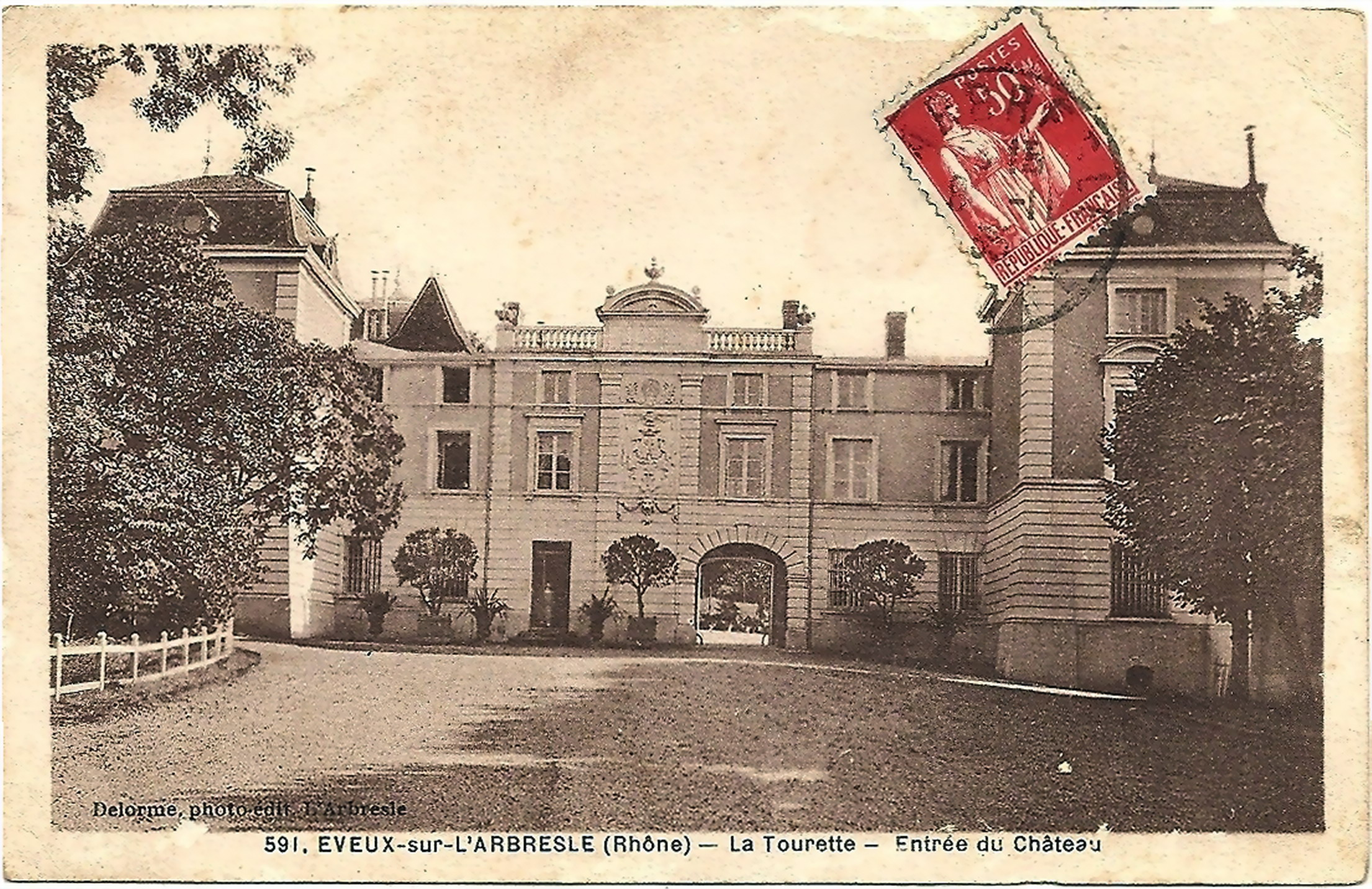
Château de la Tourette bei Éveux, Postkarte von 1935

Das Kloster wurde für den Dominikanerorden errichtet, der 1215 als Predigergemeinschaft gegründet wurde. Als Ausbildungsstätte des gesamten Dominikanerordens in Frankreich entstand der Konvent von Éveux nach dem Zweiten Weltkrieg und war ursprünglich in einer zum Schloss ausgebauten Domäne einquartiert, die 1943 von der Gräfin von Villiers an die Immobiliengesellschaft Tourette (Orden von Saint-Dominique) verkauft wurde. Der ursprüngliche Besitzer der Anlage, im Jahre 1576, war „Alexandre Seigneur de la Tourette“.
Père Marie-Alain Couturier, der Initiator der „Art Sacré“-Bewegung in Frankreich, empfahl dem Konvent für die Durchführung eines Neubaus Le Corbusier, den er bereits für den Kirchenbau Notre Dame du Haut in Ronchamp vermittelt hatte. Am 14. März 1953 wurde der Architektenvertrag für den Bau des „Couvent d’études“ geschlossen.
Im Dezember 1954 wurde den Auftraggebern das erste Modell vorgestellt. Aus den Fotodokumentationen lässt sich erkennen, dass während der Planungs- und Bauphase immer wieder Zusammenkünfte zwischen Le Corbusier und den Dominikanern stattfanden. Die Einweihung erfolgte am 19. Oktober 1960, die Bauarbeiten wurden aber erst am 1. Juni 1961 beendet. Die Baukosten beliefen sich im Oktober 1960 insgesamt auf 256,8 Millionen Francs (umgerechnet ca. 3,08 Millionen DM). Im Sommer 1969 wurde das Kloster als Priesterseminar aufgrund von Nachwuchsmangel aufgegeben. Ein aktiver Kern von Studenten, der vor Ort verblieben war … (half) bei der Umwandlung des Klosters von einem Priesterseminar in ein Forschungs- und Bildungsstätte. Das Generalkapitel von 1969 hatte den Wunsch geäußert, La Tourette möge ein „privilegierter Ort der Arbeit und der brüderlichen Begegnung“ werden, was 1970 zur Gründung von zwei verschiedenen Zentren innerhalb von La Tourette führte: dem Thomas-Morus-Zentrum und dem Centre Albert-le-Grand. Die Mönche, die blieben, nicht allein aus religiöser Überzeugung, sondern weil sie von der Bedeutung des Bauwerks überzeugt waren, übernahmen mit ihren Nachfolgern bis heute Besucherführungen und den Austausch mit Einzel- und Gruppenreisenden, die dort übernachten können. Außerdem finden Ausstellungen und Seminare statt. Seit seiner Entstehung hat der Konvent – abgesehen von Corbusiers eigenen Veröffentlichungen – eine Vielzahl von Autoren, Architekturtheoretikern und -historikern wie z. B. W. Boesiger/H. Girsberger, A. Henze, M. Holfelder, W.J.R. Curtis, sowie Architekten und Fotografen inspiriert.
Im Lauf der Jahre hat sich das Kloster auch zu einem beliebten Exkursionsziel im Rahmen der Architektenausbildung entwickelt, dessen komplexer Aufbau Hunderte von Skizzenbücher füllt.

### Denkmalschutz und Weltkulturerbe

Welterbe-Logo, französisch

La Tourette steht als Baudenkmal seit 2006 unter Denkmalschutz.
Im Januar 2008 ließ Frankreich vierzehn Gebäude und Anlagen von Le Corbusier in die Tentativliste der UNESCO eintragen, darunter auch Sainte-Marie de La Tourette. Ein solches Vorgehen ist Voraussetzung dafür, um zu einem späteren Zeitpunkt die Anerkennung als Welterbestätte zu beantragen. In diesem Falle aber geschah dies zeitgleich: unter Federführung Frankreichs und unter Beteiligung der Fondation Le Corbusier wurden diese vierzehn und zunächst neun Werke Le Corbusiers aus sechs weiteren Ländern unter dem Titel „Das urbanistische und architektonische Werk von Le Corbusier“ (französisch Œuvre urbaine et architecturale de Le Corbusier) für die Aufnahme als Weltkulturerbe nominiert. Trotz zwischenzeitlicher Überarbeitung und Reduzierung auf 19 Objekte fand diese Kandidatur nicht die Mehrheit des Welterbekomitees bei dessen Jahrestagung im Juni 2011.
Im Juli 2016 wurde das Bauwerk gemeinsam mit 16 anderen Bauten Le Corbusiers UNESCO-Welterbe.

## Lage, Topographie und Vorbilder

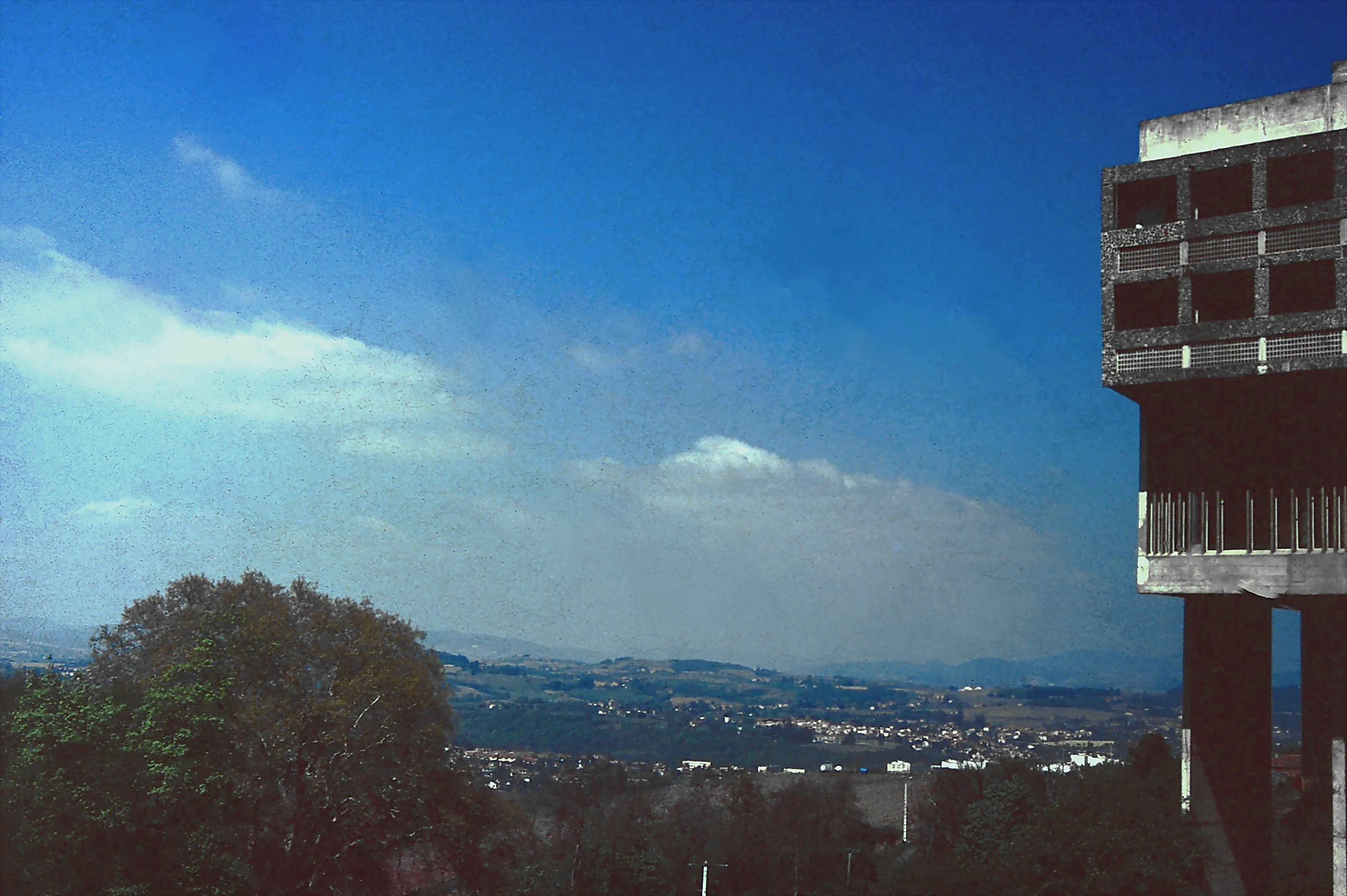
Blick vom Kloster ins Tal und die Hügellandschaft der Monts du Lyonnais

Das Kloster der Dominikaner wurde nahe Éveux bei Lyon auf einem abfallenden Hanggelände errichtet, das sich nach Südwesten zu einem Tal hin öffnet, das durch die Hügellandschaft der Monts du Lyonnais gebildet wird. Am 28. Juli 1953 besichtigte Le Corbusier vor Planungsbeginn auf Empfehlung von Père Couturier das romanische Zisterzienserkloster Le Thoronet. Der war der Meinung, dass "dort die Quintessenz mönchischer Ideale zum Ausdruck gekommen sei", vielleicht aber auch wegen seiner Lage an einem abfallenden Hang und des damit verbundenen Niveauunterschiedes des Kreuzganges, der Arkaden und des Kirchengebäudes. Diese Anregung war eigentlich nicht nötig, da sich Corbusier schon "früher leidenschaftlich für die Kartause Ema (Anm.: d.i. die Kartause San Lorenzo di Galluzzo), nahe Florenz (an der Ema), interessiert hatte, ein Bauwerk, das ihm die Harmonie deutlich machte, die sich aus der Wechselbeziehung individuellen und kollektiven Wohnens ergibt … Individualität und Kollektivität, als fundamentaler Dualismuns verstanden". Seine Skizzen und Gedanken zeigen, dass dieser bautypologische Präzedenzfall, ebenfalls an einem Hang gelegen, mit seiner eindeutigen Reihung der Unterkünfte um den Innenhof dem Schwerpunkt "Wohnen" von Le Corbusier entgegenkam und zum Vorbild für La Tourette wurde. Hatte er doch selbst gesagt: Mon métier est de loger des hommes, je ne peux pas construire des églises pour des gens que je ne loge pas. („Mein Beruf ist die Unterbringung von Menschen. Ich kann keine Kirchen für Leute bauen, die ich nicht unterbringen kann.“). In seinen Skizzen hatte er diese Wohntypen als Vorbilder festgehalten, worauf bereits kurz nach der Einweihung des Klosters in Fachzeitschriften hingewiesen wurde.

## Klosteranlage

### Disposition der Gebäude

Das Kloster von Westen, 1997

Das Grundschema der Anlage bildet ein Rechteck von 66,50 Meter × 47,50 Meter und ist von Wald und Wiesen umgeben. „Das Gebäude ist nach dem dreifachen Prinzip der Dominikaner-Ordensregel unterteilt: Studium (Zellen der Patres und Brüder), Gemeinschaft (Unterrichts-, Vortragssäle, Speisesaal, Bibliothek, getrennte Aufenthaltsräume für Professoren, Studenten und Laienbrüder) und Gebet (Kirche). In den beiden obersten Geschossen (Zellen) sind die Korridore gegen den Hof zu durch ein Lichtband auf Augenhöhe erhellt. Die unteren Geschosse weisen teilweise das gleiche Prinzip, nach außen angewendet, auf. Diese Anordnung ergibt bei den spartanisch eingerichteten Zellen, deren Loggien stark an die der Unité d’habitation in Marseille erinnern, nur den Kontakt nach innen, in den Unterrichts- und Gemeinschaftsräumen dagegen nach außen.“ Neben dem „geerdeten“ Kirchenbau, dessen Untergeschosse sich in den Boden hineingraben, erhebt sich auf freistehenden Pfeilern (Pilotis) der U-förmige Teil der ehemaligen Priesterschule über dem abschüssigen Terrain. Beide Hauptbaukörper sind voneinander abgesetzt und ergänzen sich so zu einer Vierflügelanlage, deren unterschiedliche Nutzung deutlich ablesbar ist. Im atriumähnlich umschlossenen Innenhof bilden sich kreuzende Rampen die Verbindung zum Kapitelsaal, zum Refektorium und zur Kirche mit ihren Anbauten, der Sakristei und der Krypta (Unterkirche).

### Baukonstruktion
La Tourette ist eine Stahlbetonskelettkonstruktion, bis auf die Kirche deren Wände aus Betonfertigteilen errichtet, dann von innen verschalt und mit Ortbeton ausgegossen wurden. Das Äußere der Zellengeschosse besteht aus vorgefertigten Stahlbetonelementen während die Gemeinschaftsräume und die Fassaden zum Innenhof überwiegend flächig verglast sind. Die Flachdächer (Toit Jardins) sind mit einer Erdschicht bedeckt und der natürlichen Begrünung überlassen worden.

### Raumaufteilung und Geschossgliederung

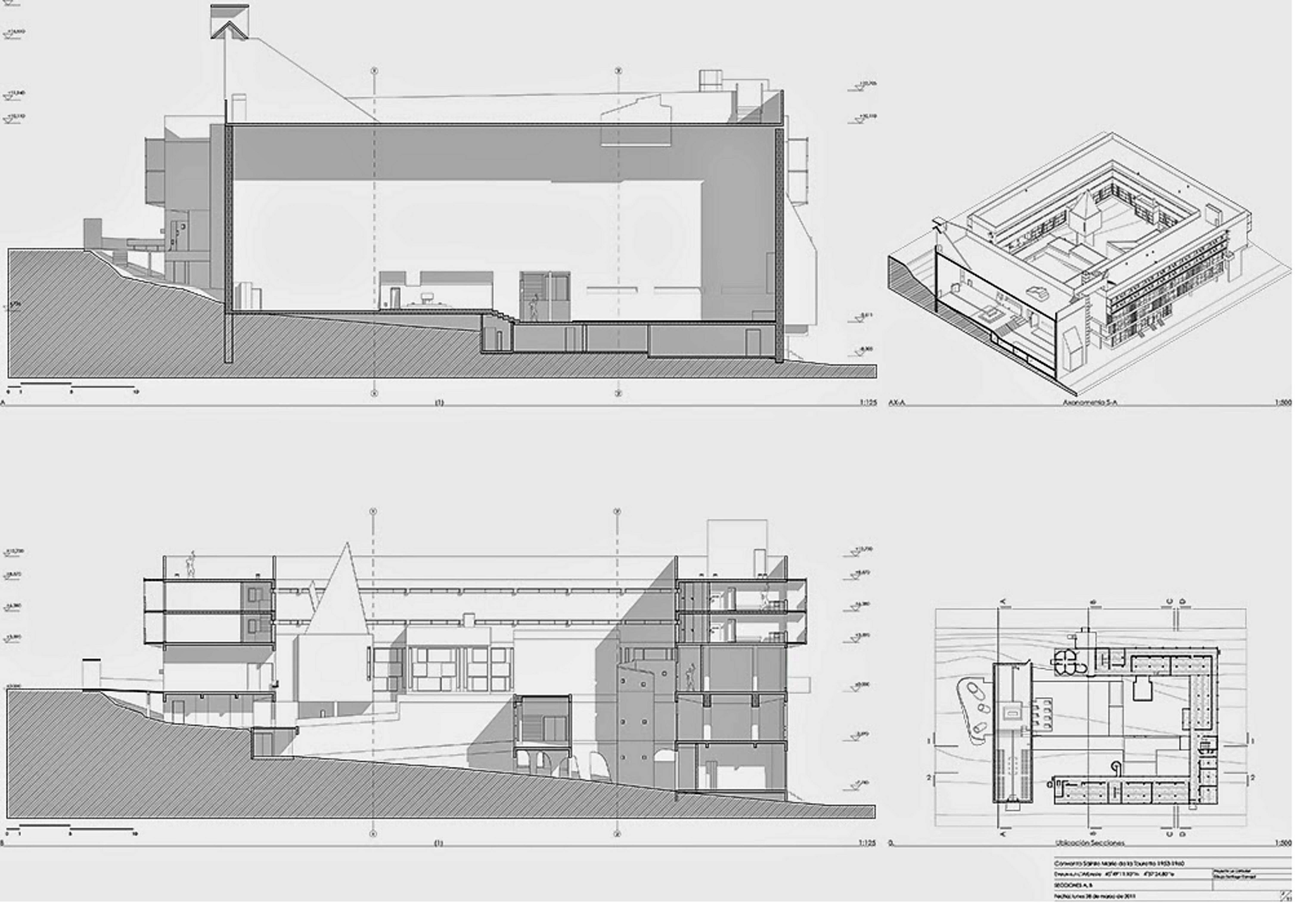
Schnitt Ost-West, Grundriss Eingangsebene, Schnittaxonometrie (Santiago Carvajal, 2014)

Der Vierflügelbau wurde zum Berg hin dreigeschossig und zum Tal fünfgeschossig mit unterschiedlichen Geschosshöhen konzipiert. Auf der Ostseite gelangt man über ein freistehendes Betonportal ins Innere des Klosters. In diesem Eingangsgeschoss (Ebene 3 in den Plänen) befinden sich die Portiersloge mit den organisch geformten Besuchszellen (= Parloirs, öffentlicher Empfangsraum, im Mittelalter ein Raum, in dem Mönche oder Nonnen mit der Außenwelt zusammentreffen konnten), die Aufenthaltsräume der Laienbrüder und Studenten, das Oratorium, die Bibliothek, drei Seminarräume, Aufenthaltsräume der Patres und der angehenden Priester. Das darunter befindliche Geschoss (Ebene 2) enthält im Westflügel den Kapitelsaal und das Refektorium mit Anrichte. Das Atrium mit Kreuzgang ist im Hof der Vierflügelanlage eingestellt und verbindet die Räume miteinander. Im Kirchenschiff befinden sich von Ost nach West: Beichtstuhl, Hochaltar, Chorgestühl und an der Westwand die Orgel. Südlich des Hochaltars an das längsrechteckige Kirchenschiff ist die Sakristei und auf der Nordseite die Krypta mit den Seitenaltären angebaut und bilden so, abgewandelt, im Grundriss das traditionelle Kirchenkreuz. Darunter teilweise höhengleich mit dem Terrain des Hanges ist die Ebene 1 mit Aufenthaltsräumen, Vorrats- und Kellerräumen, Küche, Heizung, sowie Zugänge zur Krypta und Sakristei. Über dem Eingangsgeschoss befinden sich die beiden identischen Zellengeschosse (Ebenen 4 und 5) mit je 50 Wohnzellen. Jeder Flügel eines Geschosses umfasst zwischen 15 und 21 Wohnzellen mit den dazugehörigen Sanitärräumen. Die mit rauen Spritzbetonwänden ausgestattete Klosterzelle mit einem Austritt zur Loggia ist äußerst karg eingerichtet. Die vertikale Erschließung der Geschosse erfolgt durch die jeweils mittig der Süd-, Ost- und Nordflügel angeordneten Treppenhäuser mit zweiläufigen Podesttreppen. Lediglich die westlichen Aufenthaltsräume haben einen gesonderten Zugang durch eine Wendeltreppe, die sich skulptural in den Innenhof schiebt. Entsprechend der Raumfunktion sind die Geschosshöhen gestaffelt. Die beiden Zellengeschosse weisen eine Raumhöhe von 2,46 m auf, die Lichte Raumhöhe der Wohnzellen beträgt somit 2,26 Meter. Die Geschosshöhe des Eingangsgeschosses mit Pforte (Ebene 3) beträgt 4,06 Meter und das darunter liegende Geschoss (Ebene 2) staffelt sich je nach Hanggefälle und Funktion von 4,52 bis 5,81 Meter Geschosshöhe.

### Fassaden

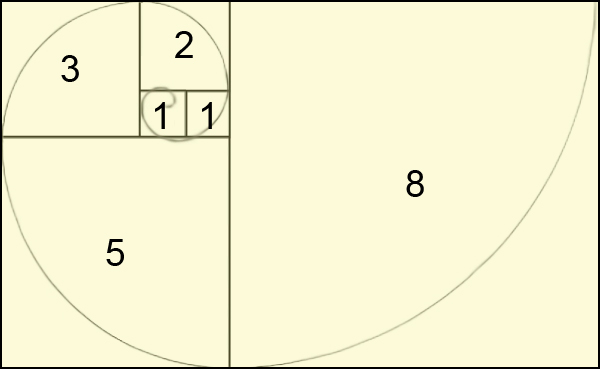
Goldene Spirale und Kachelanordnung aus Quadraten, deren Kantenlängen der Fibonacci-Folge entsprechen

Die Geschosshöhen variieren entsprechend ihrer Funktion. Der massige Kirchenbau hat ohne den Dachreiter eine Höhe von ca. 14 Metern und schließt annähernd mit der Dachfläche der anderen Baukörper ab. Die Fassade wurde in Sichtbeton ausgeführt und in Teilen mit Kalk geweißt. Die Süd-, West- und Ostfassaden des Klostertraktes werden in den beiden oberen festungsartig anmutenden Geschossen durch die Loggien der Wohnzellen gebildet, während in den darunterliegenden eine Vertikalgliederung der raumhohen Fenster im Bereich der Gemeinschaftsräume nach dem Prinzip der "pans de verre ondulatoires" das Aussehen bestimmt. Individual- und Kollektivbereiche unterscheiden sich so eindeutig durch Material und Konstruktion. Diese rhythmische Fensterteilung basiert auf der Fibonacci-Folge und geht auf den Ingenieurarchitekten und Komponisten Iannis Xenakis zurück. Corbusier nannte diese Glaswände, die nicht selbst gekrümmt sind, sondern die Wellenbewegung als optischen Effekt entstehen lassen auch "verres musicaux".
Xenakis war zwölf Jahre lang einer der Chefassistenten von Le Corbusier und Co-Autor beim Philips-Pavillon war. Mit seinem völlig freien Grundriss (plan libre) erregte er als „Elektronisches Gedicht“ bei der Weltausstellung 1958 in Brüssel enormes Aufsehen. Diese mathematische Anwendung, die mit dem Goldenen Schnitt verwandt ist, bildet neben dem Modulor die dritte Entwurfsgrundlage für das Kloster La Tourette als implizites Gesamtkunstwerk, ein architektonisches "Oberthema" das Corbusier und Xenakis gleichermaßen beschäftigte.
Im Klosterinnenhof bestehen die Fenster in den unteren Geschossen des Wohntraktes aus großen vom Boden bis zur Decke reichenden verglasten Betonrahmen. Zur Belüftung der Gemeinschafts- und Seminarräume sind vertikale Luftschlitze mit drehbaren Metallfenstern ausgestattet. In den "Kreuzgängen" sind wiederum die rhythmisch gegliederten Fensterrahmen zu finden (siehe untere Skizze in:), während vor den Mönchszellen die Korridore durch horizontale Schlitze belichtet werden, die den Ausblick auf den Innenhof freigeben. An ihrem Ende versperren sog. "Betonblumen", die von außen eher Pferdeköpfen ähneln, den Blick in die Landschaft.

### Kirche

Kirche mit Glockenträger, Krypta im Vordergrund, 1997

Die Kirche ist ein voluminöser längsrechteckiger Kubus aus Ortbeton, „béton brut“ und ähnlich wie Wallfahrtskapelle in Ronchamp mit gezielt dramatischer Lichtführung durch Wandschlitze, einem raumhohen vertikalen Ostfenster in der Form eines halben Kreuzes, einem quadratischen Oberlicht über dem Hochaltar, quasi „Licht vom Himmel“ (zit. Xenakis), das im Tagesverlauf den Raum durchwandert und einem umlaufenden Lichtband, direkt unter der Decke. Dadurch scheint das Dach zu schweben.
Typisch für Le Corbusier ist die Zurschaustellung von Details der Maschinenästhetik (wie z. B. beim mittig gelagerten Schwingtor zur Kirche, das sich ebenso in der Wallfahrtskapelle von Ronchamp als auch beim Hauptportal des Sekretariats in Chandigarh wiederfindet) und die unterschwellig vorgetragene Mystik in der Verwendung des Kreuzsymbols. Die Orgel auf der Westseite ist nur mit ihrem Prospekt als abstrakt gerahmtes Quadrat und dem Spieltisch sichtbar, während sich deren gesamte Maschinerie in einem nach außen gestülpten Betongehäuse befindet.
Der längsgerichtete, containerartige Innenraum wird in Höhe des Hochaltars beidseitig aufgebrochen, durch den wallartig geformten Baukörper der Sakristei, der in den Kirchenraum hineinschiebt und dem sich weit öffnenden Vorraum zur Krypta mit den sieben Seitenaltären, die nicht mehr benutzt werden.
Die beiden geometrisch völlig unterschiedlich geformten Baukörper werden durch Lichtkanonen ("Canons à Lumière") in der Decke farblich illuminiert, die Sakristei durch kristallartige und die Krypta durch runde. Während die Sakristei als funktionsbestimmter Raum durch sieben parallel ausgerichtete Oberlichter beleuchtet wird, sind es beim Andachtsraum der Krypta drei unterschiedlich schrägstehende, untereinander verdreht angeordnete Zylinder, deren Projektion auf der ebenen Decken drei verschieden geformte Ellipsen erzeugt. "Iannis Xenakis hat dieses Raumkonzept bei der Gestaltung der Seitenkapelle (Krypta) für das Kloster La Tourette zur Vollendung gebracht: Er schuf einen dunklen, nicht greifbaren Raum. Aus diesem undefinierten Dunklen schneidet er … Lichtkegel heraus. Der Raum wird nicht mehr durch die umgebenden Wände definiert. Der wahrgenommene Raum ist immateriell. Die immaterielle Raumqualitäten werden zum eigentlich Konkreten."
Da Dominikaner und Franziskaner für ihre Bettelordenskirchen Turmlosigkeit und Nutzung eines Dachreiters als Glockenstuhl vorschrieben, wurde dieser nicht als Zimmermannskonstruktion auf das Flachdach aufgesetzt, sondern als Glockenträger mit zwei abgeschrägten Betonscheiben, abstrakt dreidimensional ausgeführt. Die beiden Glocken, zunächst waren acht, später vier Glocken geplant, hängen in einem nach 2 Seiten offenen Betonkasten.

### Entwicklung der „Promenade Architecturale“
Beteiligt am Bau waren als Ausführungsplaner André Wogenscky (Student/Assistent/Büroleiter im Atelier von 1936 bis 1956), Fernand Gardien (Bauleiter 1956–1960) und als Chefarchitekt Iannis Xenakis (März 1953 bis September 1959). Als kongenialer Geist war er mit dem Entwurfskonzept betraut, das hier als Abwandlung des traditionellen Klosters entwickelt wurde. In den ältesten dreidimensionalen Zeichnungen vom 30. März 1954 ist statt des umlaufenen Kreuzgangs ein Wegekreuz inmitten des Innenhofes dargestellt, mit einer Rampe entlang des bereits separierten Kirchenquaders. Später, in einer undatierten Zeichnung von Xenakis, wird diese Rampe direkt mit allen Geschossen verbunden und bildet eine Art Prozessionsweg zum Dachgarten. Entscheidend in diesen frühen Skizzen ist aber nicht die Übernahme der Typologie einer Klosteranlage, sondern dass schon zu diesem Zeitpunkt das endgültige Gebäude im Anfangsstadium aufscheint. Ab dem Eingang verändern sich im Laufe des Weges die Gangbreiten. Der Gang gliedert sich in Raumabschnitte mit unterschiedlichen Breiten von 2,96 Meter, 1,83 Meter und verjüngt sich bis zu einer Breite von 1,13 Metern für eine Person. Mit diesem „Wahrnehmungsweg“, der Promenade architecturale, einem Konzept von Le Corbusier, das sich auf die implizite „Route“ einer gebauten Umwelt bezieht (und wie alles im Kloster auf dem Modulor aufbaut), erschließt sich nicht nur das Innere des Gebäudes, sondern auch das, was man an unterschiedlichen Ausblicken während des Gehens erlebt. Corbusiers Idee der „Architekturpromenade“ wird anschaulich beim wenig später entwickelten Carpenter Center for Visual Arts (CCVA), wobei eine Rampe durch das Gebäude hindurchführt und die beiden Straßen wie durch ein Band verbindet.

### Sanierung

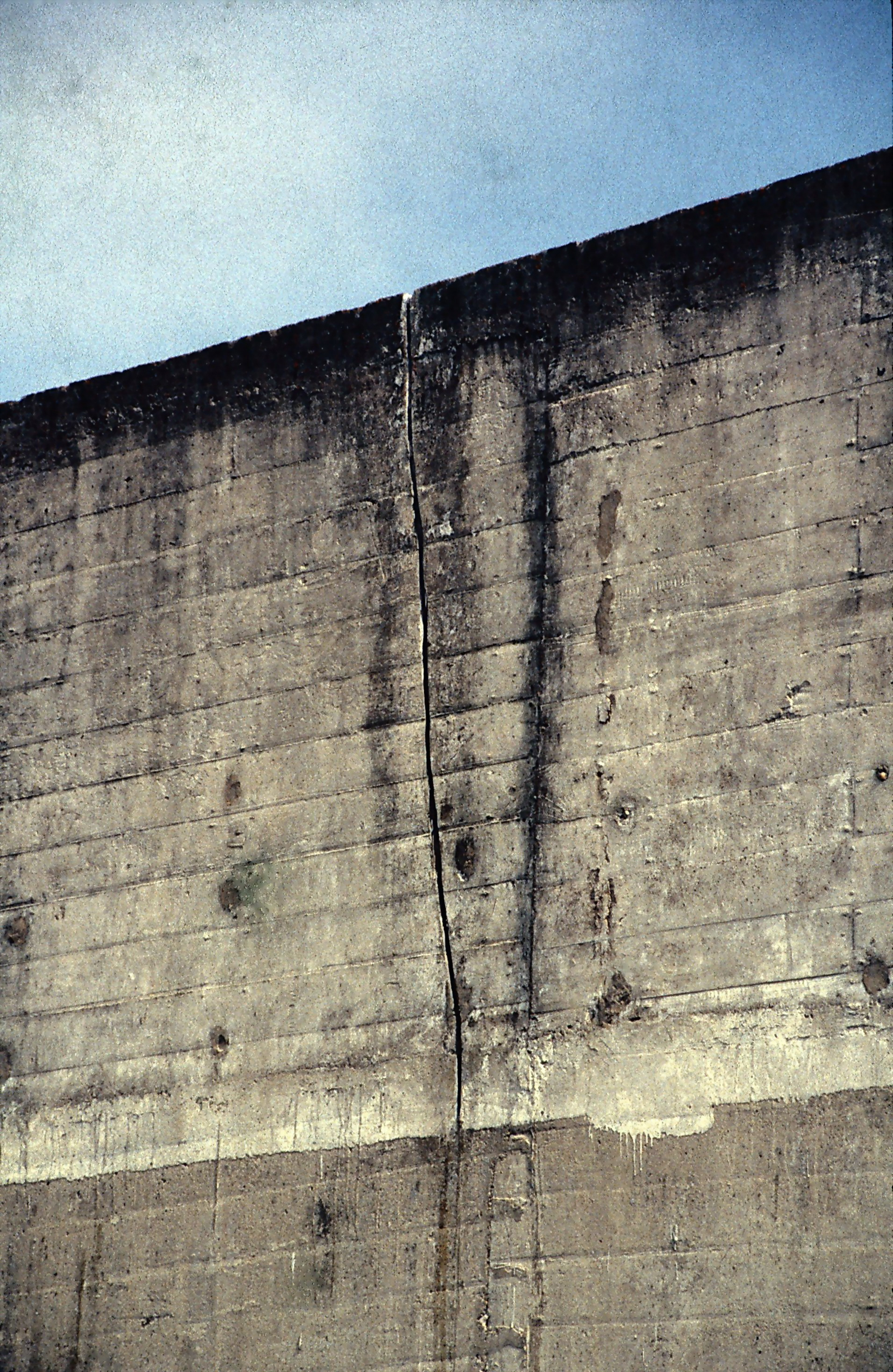
Rissbildung an der Brüstung des Dachgartens, 1997

Fuge zwischen Ost- und Südtrakt, rechts die "Betonblumen", 1998

Bereits Ende der 1990er Jahre waren am Kloster zahlreiche Bauschäden zu erkennen, wie Risse in Betonfertigteilen (z. B. am Kamin) und an den Außenwänden durch unzureichende Betondeckung des Sichtbetons, Verschmutzung und Teilablösung der rauen Spritzbetonfassaden (außen) und Putzschäden durch Feuchtigkeit im Bereich der Oberlichter (innen). Eine Dekade später war der schlechte Zustand offensichtlich: Da man im Umgang mit Stahlbeton damals noch wenig Erfahrung hatte, ist Sainte-Marie de la Tourette heute ein Architekturpatient, der aufwändig restauriert werden muss.
Das führte dazu, dass nach ersten Vorstudien für eine Generalsanierung und Restaurierung im Jahr 2002 von der Klostergemeinschaft und der L'Association des Amis de La Tourette als Eigentümer der Klosterimmobilie zu einer Spendenaktion aufgerufen wurde, um das Gebäude zu retten. Nach dem Aufruf dauerte es aber bis ca. 2006, als mit den Restaurierungsarbeiten im Westflügel begonnen werden konnte. Die dauerten bis 2008 und gleichzeitig wurden die Flachdächer des Süd- und Ostflügels abgedichtet. 2008–2009 wurden die Fassaden und Innenräume des Süd- und Ostflügels restauriert und 2010 die Innenräume des Oratoriums und des Atriums, zeitgleich mit den Fassaden im Innenhof 2012 begannen die letzten Arbeiten für die Kirche, die Krypta und die Sakristei.
Seit April 2013 ist die Kirche wieder für die Öffentlichkeit zugänglich. Die Kosten der Gesamtmaßnahme beliefen sich auf 5 Mio. Euro. Innenaufnahmen von Oktober/November 2019 auf Google Maps belegen allerdings, dass solche Arbeiten für ein Gebäude unter Denkmalschutz kontinuierlich anfallen, was temporäre Unterbrechungen des Betriebs auch in Zukunft unabdingbar macht.

## Rezeption
La Tourette ist neben dem kleineren und weniger komplexen Carpenter Center for the Visual Arts, das Corbusier nie gesehen hat, in Harvard (Fertigstellung 1962) sein letztes, mit großer konzeptioneller Konsequenz zu seinen Lebzeiten, fertiggestelltes Projekt, wenn man von den beiden wenig bekannten Funktionsgebäuden der Schleuse Kembs-Niffer absieht (Fertigstellung 1962). Der Erfolg und die Bedeutung dieses Projektes sind nicht zuletzt dem Zusammenwirken zwischen Architekt und seinen Auftraggebern während der Planung, während des Baus und nach der Vollendung zu verdanken.
Der Architekt Rolf Keller lobte 1959 vor der Fertigstellung das Gebäude in höchsten Tönen: „Und dann erhebt sich der herrliche Bau, von der Erde sich hinaufstoßend, über Pfeiler, Stützen und überkragende Geschosse, tibetanischen Felsenklöstern gleich. Ein kräftig geformter, wirklicher Baukörper, der in seiner kargen Strenge nur auf den Reichtum und das Spiel des Lichtes zu warten scheint …“. Er riet „es möglichst bald zu besichtigen“. Kurz darauf erschien im Jahr 1960, von Fritz Maurer, einem Schweizer Architekturautodidakten und Fotografen, ebenfalls in Das Werk eine Beschreibung des noch frischen Enthusiasmus der zukünftigen Nutzer. „Dominikanermönche erzählen begeistert und respektvoll von Le Corbusier, seiner Wahl für dieses Gelände, seiner Absicht, mit dem Bau den Horizont nicht zu durchbrechen; nur gegen den Wald hin, von Süden nach Norden gesehen, darf sich der Glockenträger über das Kloster erheben. Sie erzählen von einem Kloster in der Toskana; von Tibet ist die Rede, von Griechenland, von Tempeln und Säulen.“
Von offizieller Seite wird das Zusammentreffen des „resoluten Nihilisten“ Le Corbusier mit den Dominikanern so dargestellt: „Und dass Le Corbusier sich zudem zeitlebens stolz auf seine Abstammung von den Katharern im Languedoc zeigte, wird den Dominikanern ihre Entscheidung sicherlich nicht erleichtert haben. Im Mittelalter galten die Katharer (griechisch: katharoi, die Reinen), die sich als die wahren Christen verstanden und eine dualistisch ausgeprägte Variante des Christentums propagierten (böse materielle Welt versus guter immaterieller Gott), als Häretiker. Gegen ihre Überzeugungen war einst der heilige Dominikus (um 1170–1221) mit der Gründung des ‚Predigerordens‘ – so der offizielle Name der Dominikaner – angetreten.“ Im Jahr 1961 schätzt Colin Rowe, der in der zweiten Hälfte des 20. Jahrhunderts einen großen theoretischen und kritischen Einfluss auf die Weltarchitektur und den Städtebau hatte, die „Kooperation“ zwischen Architekt und Auftraggeber in ironisch kunstvollem Englisch folgendermaßen ein:
„Aber wenn das Gebäude so auf das Ethos der Institution antwortet, dann war das sicher ein reiner Zufall paralleler Haltungen, von gleicher Rigorosität. Der Architekt machte sich schwerlich daran ganz bewusst ein plastisches Analogon einer scholastischen Debatte abzuliefern. Es war nur so, dass sein Gemütszustand und der seiner Klienten in ihrer deckungsgleichen Qualität übereinstimmten, und dass beide Parteien sich paradoxerweise ihrer gemeinsamen Identität und ihres Unterschieds bewusst waren. Vor allem war es nicht der Fall, dass der Architekt die scholastischen Gedankengänge so sehr nachahmte, als dass es die Präsenz einer eindeutigen intellektuellen Integrität auf beiden Seiten war, welche die logischen Schlussfolgerungen der Argumente all jener versöhnlichen Aromastoffe unschädlich gemacht hat, die das Ergebnis der Versuche sind, religiöse Einrichtungen und moderne Architektur in Einklang zu bringen. In La Tourette gibt es keine schwülstige atmosphärische Störungen. Es gibt nichts Schöntuerisches oder Minderwertiges; und infolgedessen entwickelt sich das Gebäude positiv in seiner Negation des Kompromisses. Es ist nicht so sehr eine Kirche mit angeschlossenen Wohnquartieren, als es ein heimisches Theater für Virtuosen des Skeptizismus ist, mit einer Turnhalle für das Training spiritueller Athleten. Die Figur des Boxers und seines Punchingballs auf der Terrasse des Genfer Projekts von 1928 (Anm.: d. s. die Immeubles-villas, sans lieu 1928). hat sich vereinigt mit dem Bild von Jakob, der mit dem Engel ringt.“ (Übersetzung: P. Riemann)
Diese Interpretation der Zusammenarbeit erfuhr durch den Chefarchitekten des Projekts, Iannis Xenakis, im Jahr 1990 bei einem Rundgang, eine eher funktionsbezogene Auslegung: I don’t think you have to be a religious person to design a religious building. Our conversations with the monks were over a long period about what they needed in a functional way slowly organizing interior space from the necessities of their life under faith.

Kloster und Corbusierhaus

Betrachtet man La Tourette vielmehr als Schule (Seminarräume/Bibliothek) mit „spiritueller Turnhalle“ (d.i. die Kirche nach Colin Rowe) und angegliederten Wohnzellen („Bienenwaben“ nach Xenakis) mit Mensa, dann rückt der Entwurf in die Nähe von „des Meisters Lieblingsthema“: der Wohnmaschine. Das Kloster wäre dann nach Chiara Ingrosso (publ. 2021):
„… eine emblematische Synthese vieler der Theorien von Le Corbusier über Wohnungen und Gemeinschaftsräume, sodass er mit diesem Werk seiner urbanen Vorstellungskraft eine greifbare Form verlieh … dass das Kloster ein beispielhafter Fall einer realisierten Utopie ist, mit all seinen Widersprüchen: La Tourette ist in der Tat ein Nutznießer seiner unglückseligen urbanen Träume. Le Corbusier, der nach Jahren des Experimentierens zur Reife gelangte, konnte hier seine ganze Theorie anwenden. Er akzeptierte die religiöse Kommission, um seine Experimente über Wohnraum und den Aufbau einer Gemeinschaft durchzuführen, anstatt sie nur in einen Akt des Kultes einzuhüllen. Die Analogie mit der Kartause der Ema war grundlegend, um einen Komplex darzustellen, der einer Arbeitersiedlung und nicht einem religiösen Flüchtlingcamp ähnelte. In La Tourette hatte die Religiosität mit der Reinheit der Formen und des Volumens, der Rauheit des Betons und der minimalen Größe seiner Zellen zu tun. Dieser Ansatz leitet sich unmittelbar aus Corbusiers calvinistischer Ausbildung ab, die seine gesamte Weltanschauung beeinflusst hat. Als erfüllte Utopie ist La Tourette eine offene Architektur, die sich im Laufe der Zeit entsprechend den Bedürfnissen ihrer Nutzer wandeln kann. Heute ist es ein Studienzentrum über Spiritualität, aber auch über Philosophie, Kunst und Architektur, und seine Räume haben sich verändert und repräsentieren die Gemeinschaft, die sie besetzt.“
Die Deutungen von Rowe (1961) und Ingrosso (2021) des komplexen Bauwerks zeigen auf, dass sich hier, gegen Ende von Le Corbusiers Schaffen, zwei seiner Gedankenwege kreuzen: der archaisch religiöse eines „Albigenserabkömmlings“, der sich als poète à l’âme religieuse in die reformerischen Ideen von Dominikanerpater, Glasmaler und Kunstkritiker Anne-Marie Couturier einfühlen konnte und jener des Weltverbesserers, der seine Universalidee von 1921 einer Wohnmaschine (als „Kleine Stadt“) – Deus ex machina – im Gewand eines Klosters umsetzt. Corbusier schreibt 1930 in Feststellungen zu Architektur und Städtebau: „The origin of this research […] goes back to my visit to the Charterhouse of Ema near Florence, in 1907. I saw, in this musical landscape of Tuscany, a modern city crowning the hill […] each cell has a view of the plain, and opens onto a small, completely enclosed garden below. I thought I would never be able to come across such a cheerful interpretation of the habitation […] This ‚modern city‘ dates from the fifteenth century. The radiant vision stayed with me forever.“
Der beeindruckenden Kirche als „Haus Gottes“ verleiht Corbusier die Form eines ubiquitär einsetzbaren Containers mit Sakristei und Krypta, als territorialen Verankerungspunkten. Bei all dieser Janusköpfigkeit in der Umsetzung der Bauaufgabe treten die „Baukörper unter dem Licht“ für Auftraggeber und Besucher wahrnehmungstechnisch in den Vordergrund, zu Lasten der Funktionalität eines Klosters, bei der die Wohnzelle den Keim einer potentiellen Stadt ausmacht. Diesen Verlust des Universellen hätte der Urheber vermutlich mit einem seiner „propagandistischen“ Zitate abgefedert: À l’extérieur une affirme uns volonté architecturale, et à l’intérieur on satisfait à tous les besoins. Mit dieser Beschreibung, die er u. a. zur Villa Savoye (1928 bis 1931) äußerte, wäre Corbusier – parabelgleich – an den Anfangspunkt seines Schaffens zurückgekehrt, welche für ihn, 1923 formuliert, die architektonischen Grundprinzipien der modernen Bewegung waren: Les pilotis, les toits-jardins, le plan libre, la fenêtre en longueur et la façade libre, alles um- und eingesetzt im Kloster Sainte-Marie de la Tourette (1956–1960).

## Radiobeitrag
- Moritz Holfelder: La Tourette Le Corbusier. Mitschnitt eines Beitrags in der Sendung radioReisen auf Bayern 2 ab Minute 25:09, Sendungsinfos